# 埃尔罗萨里奥
埃尔罗萨里奥（西班牙語：El Rosario），是西班牙加那利群岛圣克鲁斯-德特内里费省的一个市镇。总面积39.43平方公里，总人口17312人（2017年），人口密度439人/平方公里。

## 人口
| 埃尔罗萨里奥           |
|                        |
| 来源：加那利群岛统计局 |

## 图集

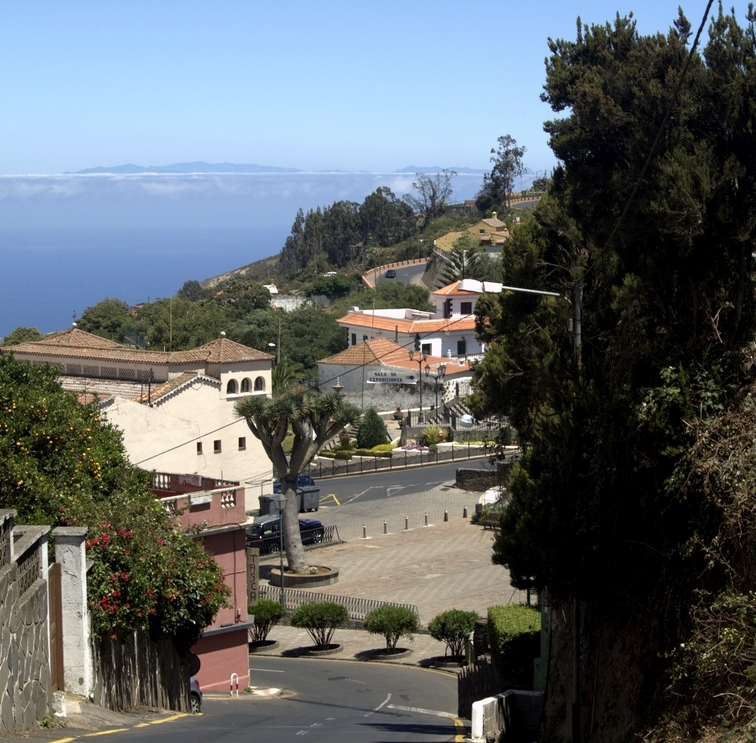
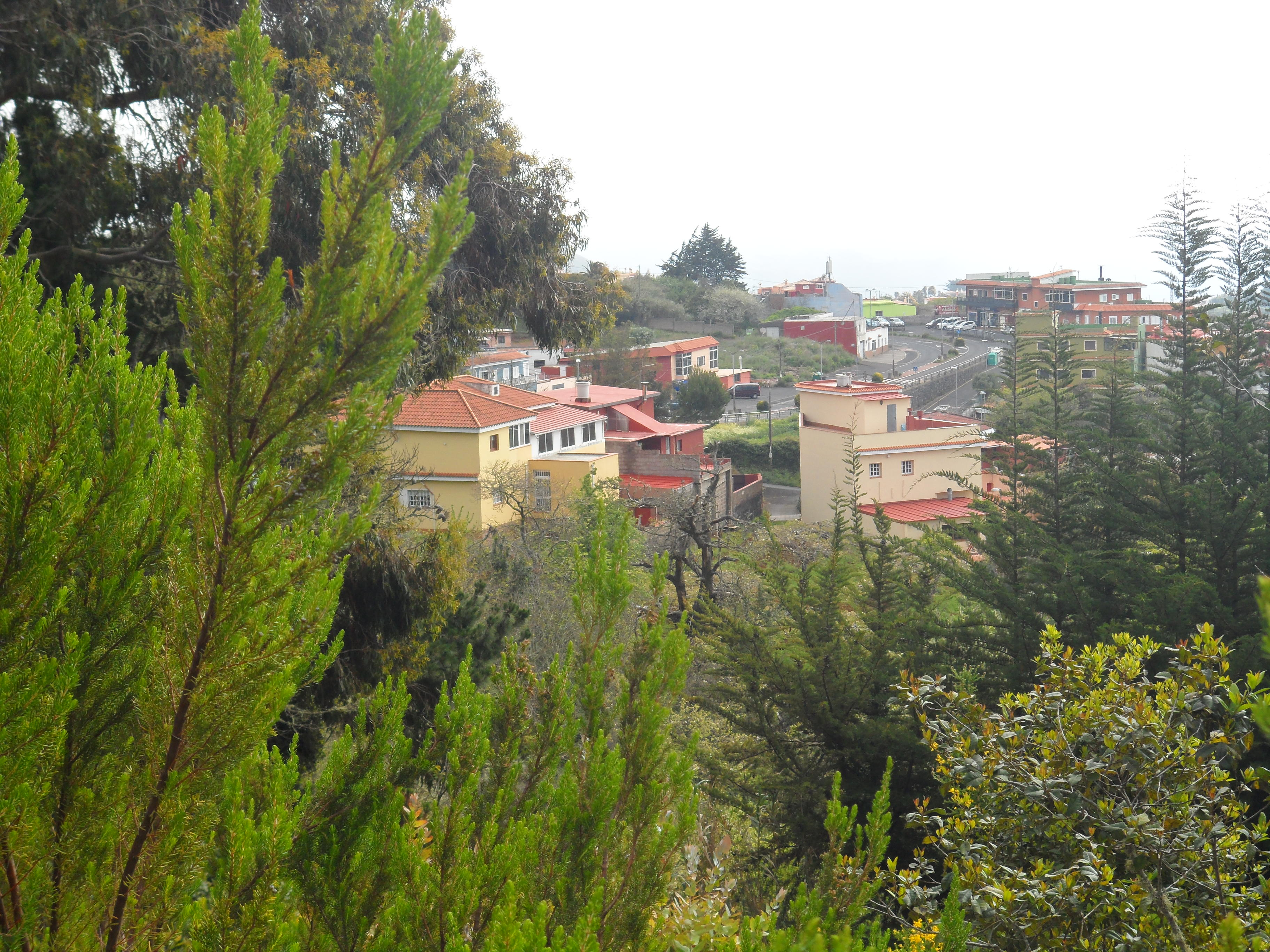
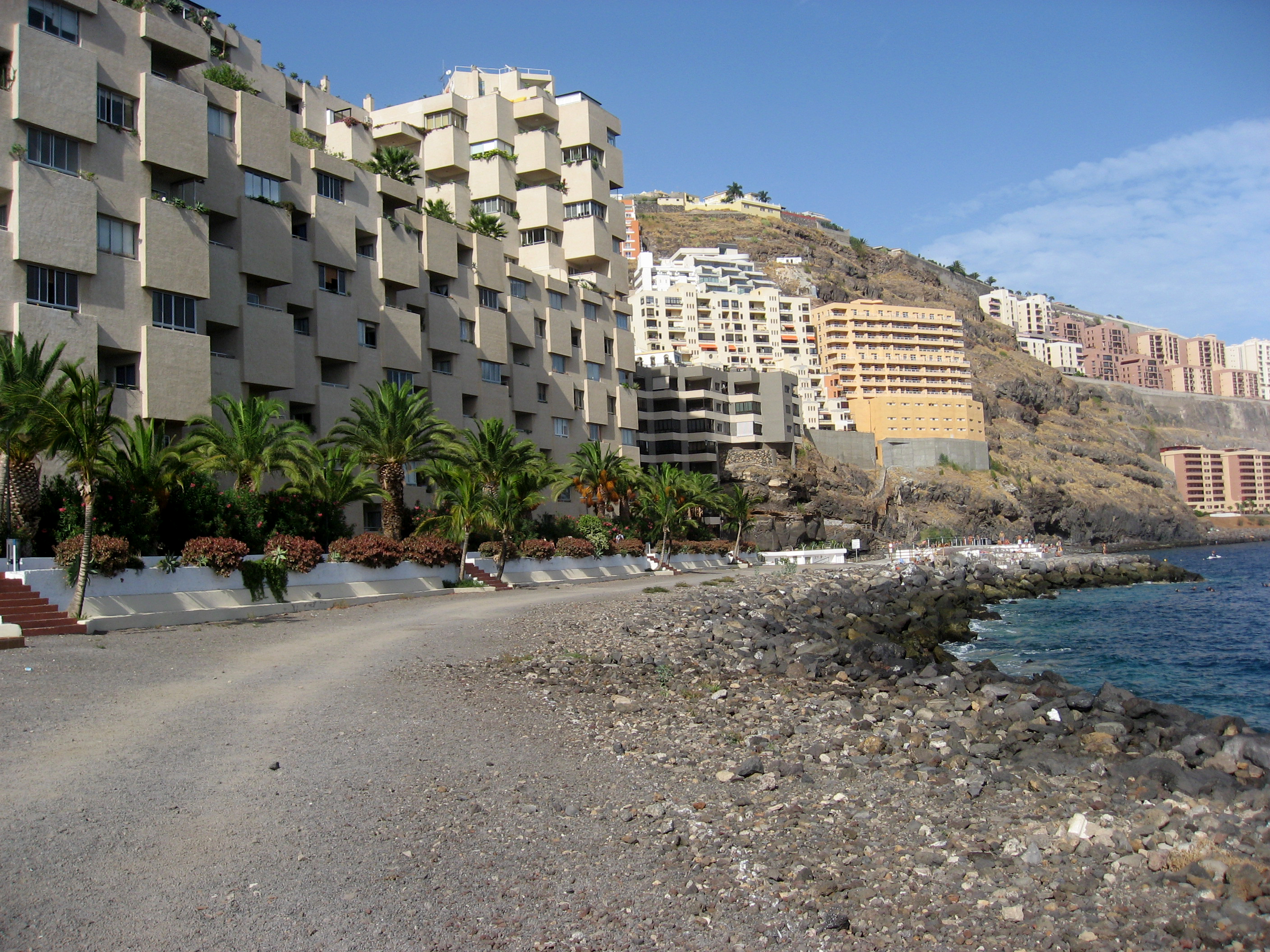
海滩
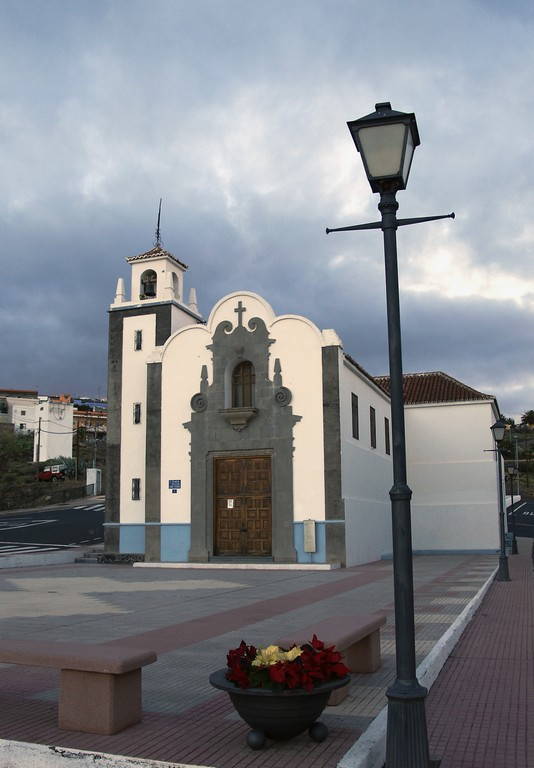
教堂